# Murrtalviadukt
Das Murrtalviadukt ist ein Brückenbauwerk im Zuge der Bundesstraße 14. Es überquert das Tal der Murr westlich der baden-württembergischen Stadt Backnang im Rems-Murr-Kreis.

## Erstes Murrtalviadukt (1938–1945)
Das erste Bauwerk an dieser Stelle wurde in den Jahren 1937–1938 als Ortsumfahrung der Stadt Backnang im Zuge der Reichsstraße 14 errichtet. Backnang wurde im Jahr der Eröffnung Sitz des gleichnamigen, neu eingerichteten Landkreises.
Das Viadukt bestand aus zwei aufeinanderfolgenden Bögen und hangseitigen Rampenbrücken. Sowohl der Überbau, als auch die tragende Bogenkonstruktion wurden in Stahlbeton ausgeführt. Die Bogenspannweite betrug 105 m, die Breite des Bauwerks war mit 9 m geringer als die der heutigen Brücke. Sie galt seinerzeit als eine der größten Stahlbetonbogenbrücken Deutschlands. Mit der Bauausführung war das Unternehmen Baresel aus Stuttgart beauftragt worden.
Aufgrund des alliierten Vormarschs in der Endphase des Zweiten Weltkriegs wurde das Viadukt am 19. April 1945 von Einheiten der Wehrmacht gesprengt.

## Zweites Murrtalviadukt (1949–2011)
Nach Ende des  Zweiten Weltkriegs musste die Infrastruktur schnellstmöglich wiederhergestellt werden. Aus diesem Grund wurde ab 1948 die drei Jahre zuvor zerstörte Brücke an gleicher Stelle provisorisch wieder aufgebaut. Einige erhaltene Abschnitte des Vorgängerbauwerks wurden hierbei in die neue Brücke einbezogen. Die neu erbauten Elemente hatten einen geringeren Querschnitt als die vorhandenen alten Brückenelemente.
Der Überbau der Vorlandbrücke wurde von der alten Konstruktion übernommen und blieb auch weiterhin in Stahlbeton ausgeführt, die beiden großen Bögen wurden als Stahlbögen errichtet. Die Brückentafel wurde im Stahlverbund hergestellt. Im Jahr 1949 konnte das Viadukt schließlich wieder voll befahren werden.
In den Jahren 1983–1985 wurde das Bauwerk verbreitert. Die bestehenden Querschnittsunterschiede wurden beseitigt. Die Breite des Überbaus betrug nun durchgehend 11,5 m.
Auf Grund der gestiegenen Verkehrsbelastung, insbesondere durch den Schwerlastverkehr, war das Nachkriegsbauwerk allmählich an die Grenzen der Belastbarkeit geraten. Zuletzt galt aus diesem Grund für längere Zeit im Bereich der Brücke ein Mindestabstand von 50 m für LKW. In regelmäßigen Abständen (ca. alle zwei Jahre) musste das Viadukt unter laufendem Verkehr instand gesetzt werden. Ab 2009 wurde schließlich ein Ersatzbauwerk erstellt, das ab August 2011 das Viadukt in der Verkehrsfunktion ablöste. Nach längerer Planung wegen zu geringer Tragfähigkeit sowohl der Brücke als auch des Geländes für Abbruchfahrzeuge sowie wegen Schadstoffbelastungen wurde das Murrtalviadukt ab November 2012 abgerissen. Am 8. Mai 2013 wurden die Abbrucharbeiten beendet.

## Drittes Murrtalviadukt (2011)
Mit der Planung eines vierspurigen Ausbaus der Bundesstraße 14 zwischen Backnang-Waldrems und Backnang-West ging auch ein Neubau des Murrtalviadukts einher. Das neue Viadukt soll im Endausbau aus zwei getrennten Brückenbauwerken bestehen – ein Bauwerk pro Richtungsfahrbahn.

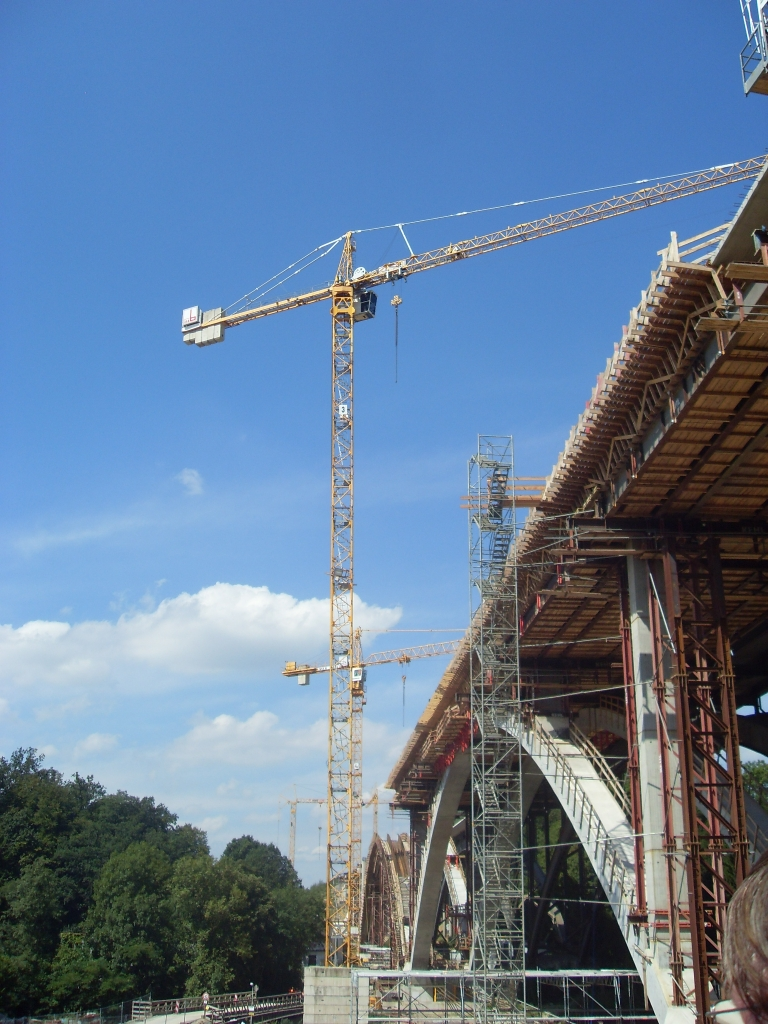
Murrtalviadukt 2010 im Bau

Der Neubau der von Leonhardt, Andrä und Partner entworfenen Brücke für die erste Richtungsfahrbahn wurde im September 2009 begonnen, westlich direkt neben dem bestehenden Bauwerk. Mit 27 m Höhe weist das neue Viadukt eine geringere Höhe auf, ist aber mit 419 m um 16 m länger und vollständig in Stahlbeton ausgeführt. Optisch passt es sich an die Form des alten Viadukts an. Aus konstruktiver Sicht ist es ein Beispiel sogenannter semi-integraler Brücken,  bei der das Bauwerk nicht in einzelne Tragsysteme gegliedert, sondern das interaktive Verhalten des Gesamtsystems betrachtet wird. Es hat zwei große, aufeinanderfolgende Bogenpaare mit Stützweiten von 107,57 m, an die sich die beiden 91,88 m bzw. 111,58 m langen Rampenbrücken anschließen. Der Überbau ist ein durchlaufender zweistegiger Plattenbalken mit einer Konstruktionshöhe von 1,20 m. Die jeweils vier Ständer auf den Bogenrippen sind zum Teil mit Betongelenken an die Bögen und den Überbau angeschlossen. Der Überbau ist mit den Pfeilern der Rampenbrücken monolithisch verbunden. Zwangsverschiebungen des Überbaus werden durch die geringe Biegesteifigkeit der hohen Pfeiler abgebaut. Einige Pfeiler mussten 2 bis 3 m tiefer gegründet werden, um damit die für ihre Weichheit notwendige Höhe zu erreichen. Lager sind nur an den beiden Widerlagern vorhanden.
Am 22. August 2011 wurde die neue Brücke für den Straßenverkehr freigegeben. Nach der Verkehrsfreigabe der neuen Brücke wurde mit den Rückbauarbeiten für das mittlerweile sechzigjährige „Provisorium“ begonnen.

### Viertes Viadukt (seit 2023)
Nachdem im September 2016 die Mittel für den vierspurigen Ausbau der Bundesstraße 14 zwischen Backnang-Waldrems und Backnang-West freigegeben wurden, kündigte das Regierungspräsidium Stuttgart den Baubeginn für die zweite Richtungsfahrbahn für Mitte 2018 an. Nach mehrfachen Verzögerungen startete schließlich der Brückenbau im April 2023 mit einem symbolischen Spatenstich. Die Fertigstellung ist für das Jahr 2025 vorgesehen, die Verkehrsfreigabe soll zusammen mit dem vierspurigen Ausbau bis zur Anschlussstelle Backnang-West im Jahr 2027 erfolgen.